# Định luật Pascal
Nguyên lý Pascal hay định luật Pascal là độ tăng áp suất lên một chất lỏng chứa trong bình kín được truyền nguyên vẹn cho mọi điểm của chất lỏng và thành bình do nhà bác học người Pháp Blaise Pascal phát hiện khi lợi dụng tính chất khó nén của nước và nguyên lý bình thông nhau. 

## Công thức của định luật
ρ=ρa + ρgh 

Trong đó: 

ρa là áp suất từ bên ngoài nén lên mặt chất lỏng.

ρ là khối lượng riêng của chất lỏng 

g là gia tốc trọng trường, thường được lấy giá trị xấp xỉ 9.807 m/s2 

h là khoảng cách tính từ bề mặt chất lỏng đến điểm cần xét

## Ứng dụng
Nguyên lý Pascal được áp dụng trong việc chế tạo các máy nén thủy lực, máy nâng, phanh (thắng) thủy lực.
Giả sử ta có một máy nén thủy lực có cấu tạo gồm 2 xi lanh có tiết diện S và s. 2 xilanh này chứa đầy chất lỏng và thường là dầu, bịt kín bằng 2 pít-tông.
Khi ta tác dụng một lực f lên pít-tông nhỏ s, lực này gây áp suất {\displaystyle p={\frac {f}{s}}} và áp suất này truyền nguyên vẹn tới pít-tông lớn có tiết diện S và gây lực nâng F lên pít-tông theo công thức:
{\displaystyle F=p.S={\frac {f.S}{s}}\Rightarrow {\frac {F}{f}}={\frac {S}{s}}}
Điều này có nghĩa là S lớn hơn s bao nhiêu lần thì F lớn hơn f bấy nhiêu lần, do đó ta nâng được các vật có trọng lượng rất lớn bằng một lực vừa đủ.
Ngoài ra nếu tính thêm độ cao sau mỗi lần nén với H là độ cao lên được sau 1 lần nén tạo ra các F ở tiết diện S và h là độ cao sau khi nhấn pít-tông xuống một độ cao h để gây ra lực f tại tiết diện s thì ta có:
{\displaystyle {\frac {F}{f}}={\frac {S}{s}}={\frac {h}{H}}}